# Gare du Vert de Maisons
Ne doit pas être confondu avec Gare de Maisons-Alfort - Alfortville ou Le Vert de Maisons (métro de Paris).
La gare du Vert de Maisons est une gare ferroviaire française de la ligne de Paris-Lyon à Marseille-Saint-Charles, située sur le territoire des communes d'Alfortville et de Maisons-Alfort, quartier du Vert de Maisons, dans le département du Val-de-Marne, en région Île-de-France.

## Situation ferroviaire
Elle est située au point kilométrique 7,795 de la ligne de Paris-Lyon à Marseille-Saint-Charles. Son altitude est de 36 m.

## Histoire
À l'origine simple halte depuis sa mise en service le 28 mai 1955[réf. nécessaire], elle a obtenu le statut de gare en 1978.
La ligne de Paris-Lyon à Marseille-Saint-Charles sert ici de délimitation entre Maisons-Alfort et Alfortville depuis la création d'Alfortville en 1885. La gare est dans le quartier du Vert de Maisons qui est situé dans la partie sud des deux communes et dont le nom provient du fait qu'il était autrefois recouvert de parcelles maraîchères.
Le 26 juillet 1987, cette petite gare est le théâtre d'un évènement notable : l'ensemble des coureurs et accompagnateurs du Tour de France descend d'un TGV en provenance de Dijon, qui s'y est arrêté exceptionnellement, afin de pouvoir rejoindre le lieu du départ de la dernière étape à Créteil.

## Fréquentation
De 2015 à 2022, selon les estimations de la SNCF, la fréquentation annuelle de la gare s'élève aux nombres indiqués dans le tableau ci-dessous.

| Année     | 2015      | 2016      | 2017      | 2018      | 2019      | 2020    | 2021      | 2022      |
| --------- | --------- | --------- | --------- | --------- | --------- | ------- | --------- | --------- |
| Voyageurs | 3 318 507 | 3 293 224 | 3 254 355 | 3 158 156 | 3 062 538 | 969 205 | 2 027 532 | 2 529 584 |

## Service des voyageurs

### Accueil

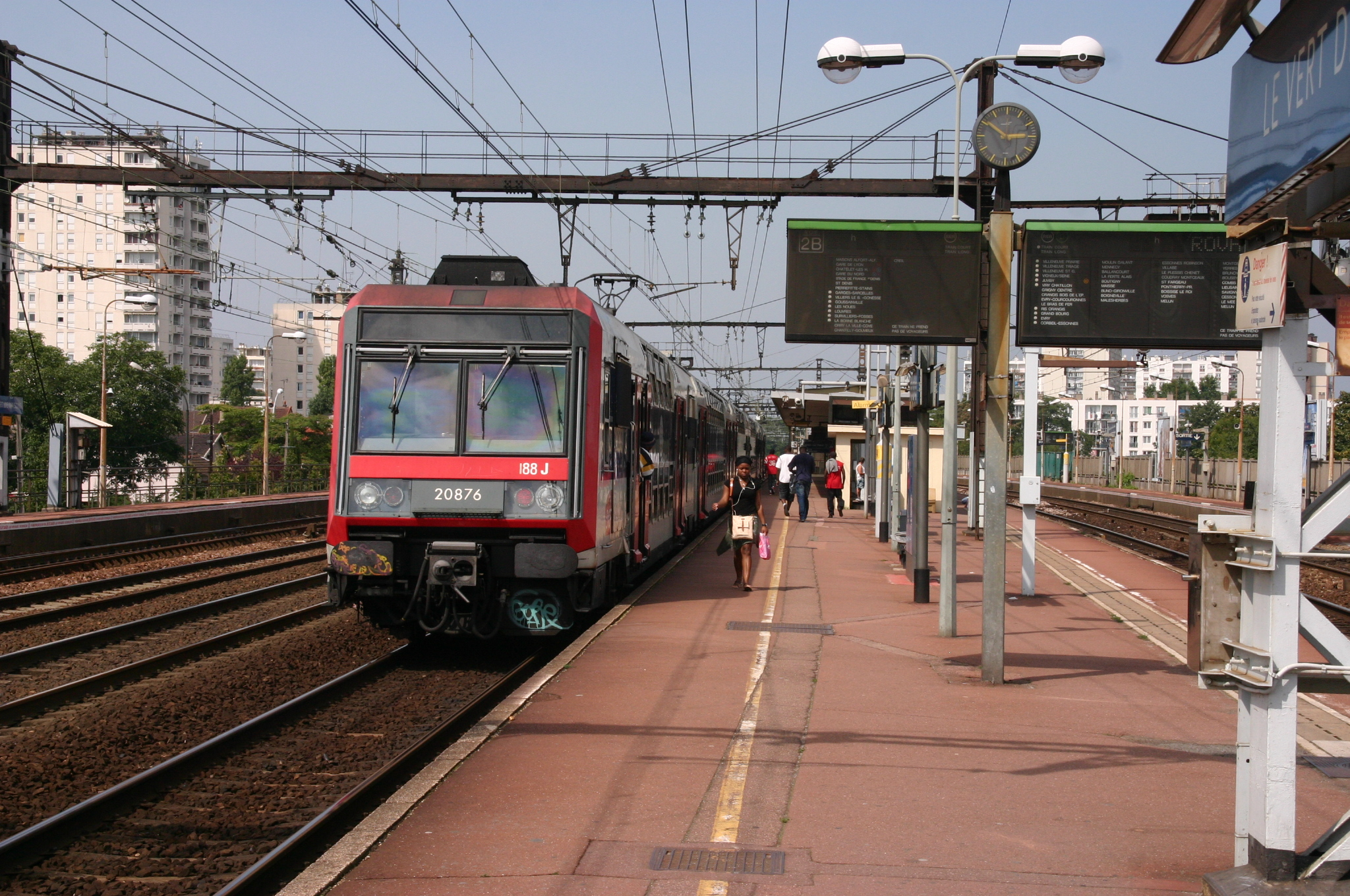
Un train avec la mission HOVA (à destination d'Orry-la-Ville - Coye) marque l'arrêt. Voie 2B à gauche (direction Paris). Voie 1B à droite (direction Villeneuve-Saint-Georges).

La gare ne possède pas de bâtiment voyageurs ; un abri fermé avait été construit sur le quai central dans les années 1970, mais, depuis, il a été démonté. Par la suite, un auvent a été construit ; il recouvre la plus grande partie du quai central sur toute sa largeur. Les guichets sont situés dans le souterrain principal permettant l'accès aux quais et reliant Maisons-Alfort à Alfortville.
Ce passage souterrain étant un passage public, les barrières de contrôle sont situées au pied de l'escalier amenant aux quais. Un souterrain secondaire plus ancien, ayant conservé son aspect d'origine avec des pierres apparentes, relie lui aussi Maisons-Alfort à Alfortville ; plus profond et plus étroit que le souterrain principal, il dessert la partie sud des deux quais centraux avec barrières de contrôle sur le quai.

### Desserte
Elle est desservie par les trains omnibus de la ligne D du RER.
La desserte est assurée par les trains omnibus en direction du nord de la ligne et à destination de Corbeil-Essonnes. La fréquence est d'un quart d'heure dans les deux sens.
Avec la mise en service du métro 15, elle devrait être également desservie par les trains actuellement directs entre la gare de Maisons-Alfort - Alfortville et celle de Villeneuve-Saint-Georges.

### Intermodalité
L'accès sud de la gare se trouve à moins de 100 m de la limite avec la commune de Créteil et c'est sur cette commune que se situe le parc relais (gratuit et non gardé) de la gare.
La gare est desservie par les lignes 181 et 372 du réseau de bus RATP et, la nuit, par les lignes N132 et N134 du réseau Noctilien. Elle est également desservie à environ 450 m par la ligne 103 du réseau de bus RATP.

## Projets
À l'horizon 2026, elle devrait accueillir une station de métro souterraine de la ligne 15 du Grand Paris Express,. Elle sera située entre l'avenue de la Liberté et la rue de Naples, au niveau de la rue de Petrograd, et ses quais seront à une profondeur de −36 m,.
La conception de la station de métro du Grand Paris Express est confiée à l'agence d'architectes Valode et Pistre.
Deux autres projets réalisés par SNCF Réseau vont moderniser la gare existante entre 2019 et 2025 : la réalisation de la correspondance entre le RER D et le futur métro via un nouveau passage souterrain, et la mise en accessibilité de la gare.
Par ailleurs, la ligne 24 du réseau de bus RATP devrait y être prolongée ainsi que la ligne 429 ou 430 du réseau de bus Marne et Seine.